# Dia do Pendura
No Brasil, o Dia do Pendura é celebrado no mesmo Dia do Advogado, ou seja, ocorre no dia 11 de agosto e nesta data estudantes e profissionais da área do direito costumam se reunir em restaurantes para comemorar e celebrar a profissão, saindo dos mesmos sem pagar a conta.

## Origem
No Brasil, os alunos das faculdades de direito têm o costume de, no dia 11 de agosto, comemorado como o Dia do Advogado, comemorar em algum restaurante de grande porte, e sair sem pagar pela refeição. O dia 11 de agosto é a data em que se comemora o aniversário da criação dos primeiros cursos superiores do Brasil de Direito  em 1827, pelo Imperador D. Pedro I instituindo através de Decreto, as Faculdades de Direito em São Paulo, e em Olinda, esta última atual Faculdade de Direito do Recife.
Principalmente em São Paulo, os estudantes eram provenientes da elite, que antes se via obrigada a enviá-los à Europa para que pudessem cursar ensino superior. Nas primeiras décadas da Faculdade de Direito do Largo São Francisco, os donos de restaurantes da região ofereciam, nesse dia, e em homenagem à importância e grandeza da Faculdade, refeições gratuitas aos estudantes. A tradição foi estendida, de modo não tão pacífico, e ampliada, sendo que atualmente, estudantes de direito de outras faculdades também praticam o Pindura.
Reza a tradição que os acadêmicos comam neste dia e, ao fim da refeição, o mais eloquente, de preferência um formando, coloque-se em pé profira um belo discurso de elogio aos garçons e a casa. Exalta-se, então que o local é um distinto ambiente, condigno de receber os bacharéis de Direito. Após o discurso, como um gesto de gratidão pelos elogios tecidos, o dono do restaurante aguardaria a graduação, quando o já advogado voltaria ao estabelecimento para pagar a sua dívida.
Há proprietários de restaurantes, porém, que não aceitam tal tradição, e diante de tal situação acabam iniciando conflitos com os estudantes, recorrendo, muitas vezes, à polícia.
O acordo que costuma prosperar é o de que pagamento das bebidas e da taxa de serviço (10%), assim o "prejuízo" seria apenas com a alimentação.

## Viés legal
Há um viés interpretativo do artigo 176 da Lei Penal dos que acreditam que ali se isenta o indivíduo de culpa, não havendo crime na prática do Pindura. Do texto do artigo consta que é crime "Tomar refeição em restaurante, alojar-se em hotel ou utilizar-se de meio de transporte sem dispor de recursos para efetuar o pagamento". Não se enquadraria, deste modo, no tipo penal, o indivíduo que dispõe dos recursos para efetuar o pagamento mas não o faz por vontade própria: caso dos estudantes no Pindura.
Na contramão desta ideia está a experiência prática de que, nos últimos anos, tal interpretação já não tem sido aceita com tanta facilidade pelos proprietários de estabelecimentos, que usam seu legítimo direito para receber os valores devidos, frente à autoridade Policial, o que, ainda que em último caso e em raras situações, pode levar o estudante a Juízo.
Isto posto, fica evidente que o que realmente torna o Pindura possível, é, no fim das contas, o animus jocandi (vontade de brincar, em latim) da tradição acadêmica da Faculdade de Direito do Largo de São Francisco. Isso porque, se qualquer indivíduo se utilizasse da suposta interpretação do artigo 176 em qualquer estabelecimento e em qualquer dia do ano que não o tradicional "XI de agôsto", com toda certeza teria sua atitude reprovada juridicamente e, pior, passível de sanção penal.